# Khởi nghĩa Thanh Sơn
Khởi nghĩa Thanh Sơn là một trong số các cuộc khởi nghĩa kháng Pháp ở vùng hạ lưu sông Đà thuộc Bắc Kỳ (Việt Nam).
Công cuộc này khởi phát năm 1890 đến năm 1892 thì kết thúc sau khi thủ lĩnh Đốc Ngữ (? - 1892) bị quân Pháp sát hại.

## Diễn biến
Năm 1890, thủ lĩnh Nguyễn Quang Bích lâm bệnh nặng rồi mất tại căn cứ ở vùng Quế Sơn thuộc tỉnh Phú Thọ. Mất mát này khiến phong trào kháng Pháp ở vùng thượng du Bắc Kỳ mất đi sự phối hợp từng có hiệu quả. Sau đó Đốc Ngữ, một tùy tướng của Nguyễn Quang Bích, đã dẫn đạo quân của mình về Phú Thọ để tiếp tục công cuộc kháng Pháp.

### Lập căn cứ Thanh Sơn

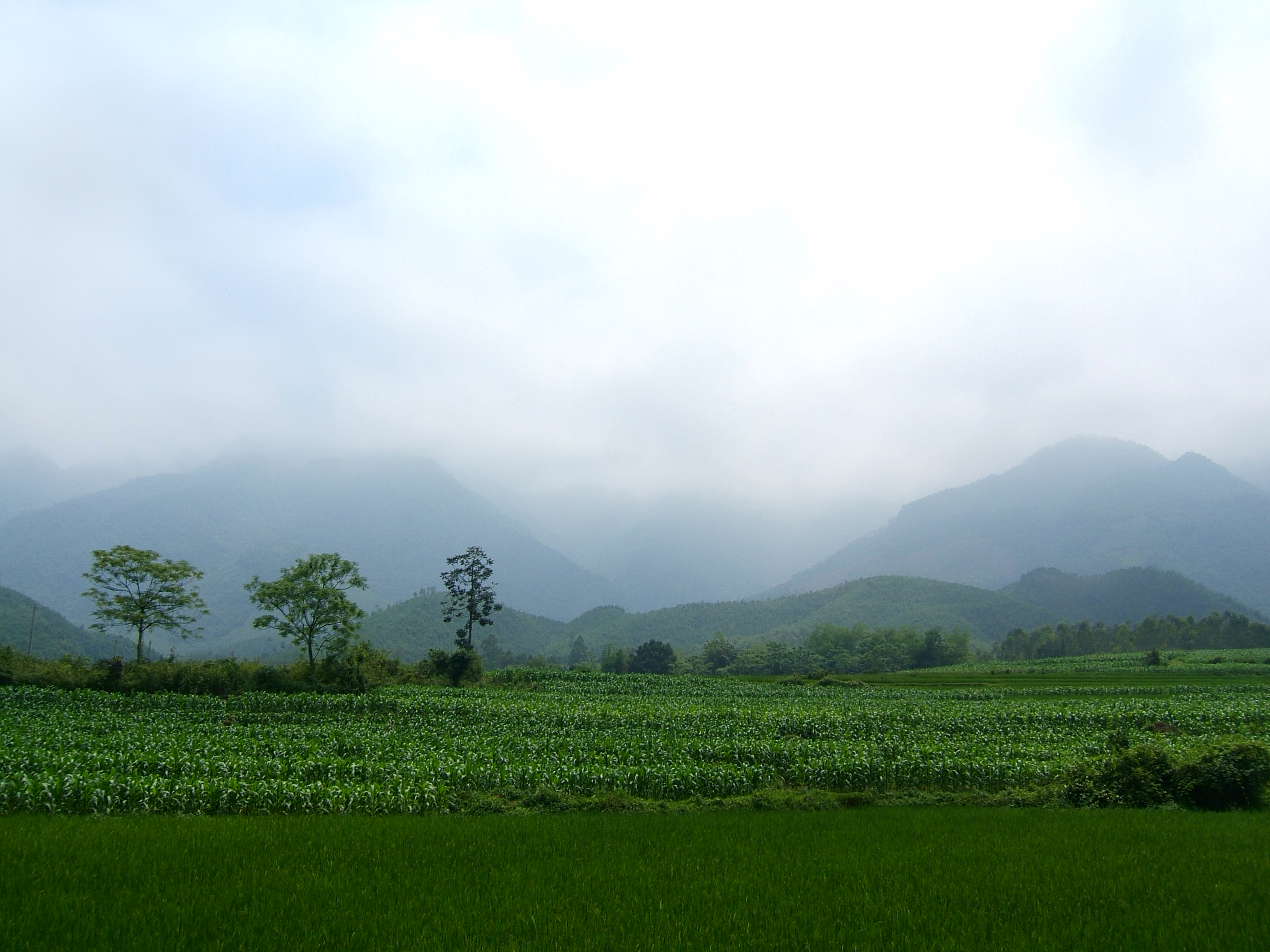
Một phần quang cảnh vùng sơn địa Thanh Sơn, thuộc Phú Thọ.

Ngay khi đến Phú Thọ, Đốc Ngữ đã tổ chức thành công hai trận phục kích, đó là:
- Trận Thạch Khoán:

Khi hay tin có khoảng 50 lính Pháp do thiếu úy Marghen chỉ huy đang hành quân ở Thạch Khoán, một xã thuộc huyện miền núi Thanh Sơn (Phú Thọ); lập tức Đốc Ngữ cho quân mai phục, giết chết được 3 (trong đó có Marghen) và làm bị thương 11 lính Pháp. Nghe quân tháo chạy về báo lại, quân Pháp ở đồn Hưng Hóa liền rầm rộ kéo lên trận địa. Song, nhờ địa hình hiểm trở và lòng quyết tâm, nghĩa quân đã giết chết thêm 17 lính Pháp và đẩy lui được đối phương.
- Trận Quảng Nạp:

Ngày 19 tháng 5 năm 1890, một toán lính Pháp gồm 38 người (trong đó có 16 người gốc Châu Phi) do thiếu úy Ehrer chỉ huy từ Ngọc Tháp (Phú Thọ) đang tiến lên Thái Bình. Biết được, Đốc Ngữ liền cho quân mai phục ở Quảng Nạp (nay thuộc xã Thụy Trình, huyện Thái Thụy, tỉnh Thái Bình). Sau trận này, số quân Pháp bị giết chết là 6 người, trong đó có viên thiếu úy chỉ huy.
Sau hai trận này, lợi dụng địa hình vùng Sơn Hùng-Thục Luyện thuộc huyện miền núi Thanh Sơn, Đốc Ngữ đã xây dựng ở đây thành một căn cứ kháng chiến khá vững chắc.
Đây là vùng có địa thế hiểm trở, ra vào đều rất khó đi. Từ đây, quân khởi nghĩa có thể ra Tam Nông khống chế dải sông Hồng, hoặc ra La Phù hoạt động dọc sông Đà, sang Sơn Tây và khi cần có thể rút sang Nghĩa Lộ (Yên Bái). Ngoài những ưu điểm này, ở Sơn Hùng-Thục Luyện còn có nhiều đồng ruộng phì nhiêu, có sông suối chạy qua, có đông đảo dân cư gồm người Việt và người Mường.

### Gian nan trong công cuộc kháng Pháp
Từ căn cứ Thanh Sơn, Đốc Ngữ dẫn quân tác chiến nhiều nơi làm quân Pháp bị thiệt hại không nhỏ, và làm cản trở con đường lưu thông giữa hai miền Tây Bắc và Bắc Trung Kỳ của họ.
Thấy phong trào kháng chiến ở vùng này ngày càng lớn mạnh (vì ngoài Đốc Ngữ, còn có các cuộc khởi nghĩa, như của Đề Ngân, Lãnh Đa, Tán Dật ở Hạ Hòa; Đề Kiều, Tán Áo ở Cẩm Khê; Lãnh Mai, Đội Bốn, Đốc Thục ở Lâm Thao, v.v...), bộ chỉ huy quân sự Pháp ở Bắc Kỳ liền tăng thêm thêm quân và số đồn bốt trên dải sông Hồng, vùng Bạch Hạc (Phú Thọ), vùng Vĩnh Tường và Lập Thạch (đều thuộc Vĩnh Phúc)...
Mặc dù bị đối phương ngăn chặn và bố ráp, nhưng trong khoảng thời gian này Đốc Ngữ vẫn tổ chức được những trận tập kích và chống càn quét khá thành công. Sau đây là một số trận nổi bật: 

#### Trận tập kích thị xãSơn Tây
Đêm ngày 8 tháng 10 năm 1890, lợi dụng nước sông Hồng đang dâng cao, ông cho một đội quân nhỏ lẻn đến phía đầu thị xã Sơn Tây (nay thuộc Hà Nội) đốt cháy một nhà cửa để đánh lạc hướng quân Pháp. Quả nhiên, lực lượng của đối phương liền kéo đến nơi đó. Tức thì Đốc Ngữ cho quân dùng bè nứa đổ bộ đánh thẳng vào nhà tù, giải thoát được 174 tù nhân mà phần lớn là nghĩa quân.

#### Trận đánh úpChợ Bờ
Sang đầu năm 1891, đêm 29 rạng 30 tháng 1, Đốc Ngữ mang khoảng 500 quân có trang bị súng trường bắn nhanh, từ Yên Lãng (Thanh Sơn, Phú Thọ) vượt sông Đà tập trung ở Phượng Lâm (Bất Bạt, Sơn Tây) rồi đánh úp vào tỉnh lỵ Hòa Bình (tỉnh lỵ đặt tại thị trấn Chợ Bờ thuộc châu Đà Bắc, nên cũng còn gọi là tỉnh Chợ Bờ).
Bị tấn công bất ngờ và dữ dội, quân khố xanh tháo chạy hết, nghĩa quân làm chủ Chợ Bờ. Trận này nghĩa quân thắng to. Công sứ Rougery, đội trưởng Zeigler, Lévy và 24 lính khố xanh bị giết chết. Giám binh Ferry và viên chủ bưu điện là Ganet bị vây, từ thuyền nhảy xuống sông bị nước cuốn trôi mất tích. Ngoài ra, nghĩa quân còn thu được 118 khẩu súng trường kiểu 1874, 4 súng lục và 40.000 viên đạn.
Hôm sau, một đội thủy quân lục chiến và một cơ lính khố đỏ từ Việt Trì vội vã lên chiếm lại Chợ Bờ, nhưng không xảy ra trận đụng độ nào vì nghĩa quân đã kịp rút về Yên Lãng, bên tả ngạn sông Đà.

#### Trận chống càn tại Thanh Sơn lần thứ nhất
Không thể để cho nghĩa quân thỏa sức tung hoành, bộ phận chỉ huy quân Pháp ở Phú Thọ liền tổ chức cuộc càn quét quy mô vào căn cứ Thanh Sơn.
Đầu tháng 3 năm 1891, với mục đích là "cách ly bọn phiến loạn của hai tướng trên (chỉ Đốc Ngữ & Đề Kiều), dồn họ vào các dãy núi, tách họ khỏi những người Kinh vùng đồng bằng, do đó thúc đẩy sự tan rã của họ"; quân Pháp chia làm 3 đạo tiến theo 3 hướng:
- Đạo thứ nhất do trung tá Geil thuộc trung đoàn số 11 thủy quân lục chiến chỉ huy, gồm 350 tay súng và 2 cỗ pháo. Theo phối hợp còn có 450 lính khố xanh[5]. và lính cơ của thị xã Sơn Tây. Đạo quân này khởi từ Sơn Tây tiến lên rồi vượt sông Đà ở chỗ Tu Vũ (6 tháng 3), tiến qua Trí Cao về Kẽm Hem thuộc Hòa Bình.
- Đạo quân thứ hai do trung tá Bergouniou thuộc trung đoàn lê dương số 2 chỉ huy, gồm 125 tay súng và 150 lính khố xanh của tỉnh Hưng Hóa. Đạo quân này xuất phát từ Hưng Hóa ngày 6 tháng 3 năm 1891. Theo kế hoạch thì ngày 10 tháng 3, họ sẽ phải gặp đạo thứ nhất tại Kẽm Hem.
- Đạo quân thứ ba do thiếu tá Fouquet thuộc trung đoàn 2 lính khố đỏ chỉ huy, có 300 tay súng. Đạo quân này khởi từ Văn Yên ngày 11 tháng 3 năm 1891 đến đóng đồn ở Tu Hác, với nhiệm vụ là án ngữ và càn quét vùng Ngọc Lập, Địch Quả, Thu Ngạc. Nhiệm vụ chính của đạo quân này là ngăn chặn không cho nghĩa quân Đốc Ngữ liên hệ với nghĩa quân của Đề Kiều, đồng thời ngăn không cho các phong trào kháng Pháp ở vùng thượng du lan xuống vùng đồng bằng.

Thấy quân Pháp hùng hậu quá, liệu không thể chống ngăn được, Đốc Ngữ lập tức cho quân dân thực hiện chủ trương "vườn không nhà trống". Thóc lúa, trâu bò cất giấu kín; còn người già, phụ nữ và trẻ em đều cho sơ tán lên núi rừng. Phần nghĩa quân, để bảo toàn lực lượng, Đốc Ngữ cho rút hết sang xóm Giòn.
Tuy nhiên, ngày 13 tháng 3, tại đây cũng đã xảy ra một trận chạm súng ác liệt vì quân Đốc Ngữ bị quân đối phương (do trung úy Bérard và Hiertzman chỉ huy) truy đuổi. Trận đánh đã diễn ra từ 12 giờ trưa cho đến 4 giờ chiều cùng ngày. Phía quân Pháp bị chết 6, bị thương 15 người; còn số thương vong bên nghĩa quân thì không rõ.
Ngày hôm sau (14 tháng 3), tại Cự Thắng (Thanh Sơn), đôi bên còn đụng độ một trận kịch chiến nữa, sau đó nghĩa quân mới chịu tháo lui. Trận này, quân Pháp tịch thu của nghĩa quân khoảng 6.000 viên đạn.
Do không quen thủy thổ, ngày 24 tháng 3, đại bộ phận quân Pháp rút về Hưng Hóa và Sơn Tây, chỉ để lại một số lính ở đồn Yên Lãng. Sau lần chống càn khá thành công này, Đốc Ngữ đã được bộ chỉ huy phong trào Cần Vương phong làm phó tướng đạo Hà Ninh (Hà Nội và Ninh Bình) 

#### Trận đánh đồn Yên Lãng
Đồn Yên Lãng là một đồn quân khá lớn, có tới 90 lính khố đỏ do Đại úy Pouligo thuộc trung đoàn 1 lính khố đỏ chỉ huy.
Chập tối ngày 5 tháng 2 năm 1892, khi một số lính đang ăn cơm, một số lính khác đang đi vào làng ruồng bố; Đốc Ngữ cùng với 200 nghĩa quân liền áp sát đồn, giết lính canh, rồi đồng loạt xông vào chiếm lấy đồn. Bị đánh bất ngờ, 7 người bị giết tại trận, trong số đó có trưởng đồn Pouligo. Số bị thương và mất tích là 17 người, trong đó có 1 viên quản, 2 viên đội và 1 viên cai. Ngoài ra, nghĩa quân còn thu được 50 súng, 35.000 viên đạn và nhiều quân trang, quân dụng.
Sau trận này, quân Pháp thật sự hoảng sợ. Chính trung tướng Puy-pê-ru đã phải thú nhận rằng: 
Tất cả vùng phía Tây đường Chợ Bờ, Sơn Tây, Hưng Hóa, Yên Bái ngày càng rối loạn. Các tướng Đề Kiều và Đốc Ngữ làm chủ tuyệt đối vùng này

#### Trận chống càn tại Thanh Sơn lần thứ hai
Để nhanh chóng ổn định tại các vùng vừa kể, thực dân Pháp liền điều quân từ Hà Nội lên quyết giành lại đồn Yên Lãng. Cuộc hành quân này tiến theo hai ngã:
- Đạo thứ nhất do quan tư Bôgiơ chỉ huy, gồm 2 đại đội của trung đoàn 11 lính thủy đánh bộ và 1 đại đội của trung đoàn lính khố đỏ. Ngày 8 tháng 2 năm 1892, đạo quân này xuất pháp từ Hà Nội đến ngày 10 tháng 2 thì đến đồn Yên Lãng và tổ chức tấn công ngay.
- Đạo thứ hai do quan năm Boa-le-vơ chỉ huy, gồm khoảng 500 quân thuộc lữ đoàn 2 với 2 khẩu pháo, 1 xe cứu thương và 1 đoàn hậu cần. Ngày 18 tháng 2 năm 1892, đạo quân này xuất phát từ Hưng Hóa tiến lên Khả Cửu (Thanh Sơn, Phú Thọ) cốt để tiêu diệt một bộ phận nghĩa quân đang trú đóng ở đây.

Lần chống càn thứ hai này, Đốc Ngữ cũng thực hiện chủ trương "vườn không nhà trống" giống như lần đầu. Không gặp được nghĩa quân, quân Pháp đành phải rút về Hà Nội và Hưng Hóa, sau khi đốt phá đồn lũy và nhà cửa của dân.
Thấy không thể ở Thanh Sơn được nữa, Đốc Ngữ cho quân rút vào Trung Bằng La (giáp với Sơn La và Yên Bái) xây dựng căn cứ mới.

#### Vượt vòng vây vào Thanh Hóa
Tháng 3 năm 1892, chỉ huy khu quân sự Tây Bắc là đại tá Pennequin sai quân tiến vào căn cứ Trung Bằng La. Sau một cuộc hành quân vất vả, nhưng khi đến nơi thì quân Pháp lại thấy cảnh "vườn không nhà trống" nên phải rút về Hưng Hóa và Trái Hút (Văn Yên, Yên Bái), rồi tổ chức cuộc bao vây gắt.
Trước tình hình đó, Đốc Ngữ cho quân dũng cảm mở vòng vây, rồi vượt sông Đà, sông Mã vào Thanh Hóa. Sau khi bàn bạc, Tống Duy Tân và Đốc Ngữ cùng hợp quân đi tấn công quân Pháp ở Niên Kỷ (Bá Thước, Thanh Hóa). Mặc dù thu được một số thắng lợi, nhưng rồi cũng không sao cứu vãn được tình thế.
Hoạt động ở đây một thời gian ngắn, thì Đốc Ngữ dẫn quân trở lại mạn sông Đà.

#### Bị dập tắt
Lúc này phong trào kháng chiến ở nhiều nơi đã bị dập tắt, cho nên quân Pháp đã có thể tập trung lực lượng mở những cuộc càn quét quy mô lên vùng thượng du Bắc Kỳ. Bên cạnh giải pháp quân sự (chủ yếu đàn áp và bắt bớ); các quan chức Pháp còn dùng thủ đoạn chính trị, tức là dùng tiền của và quan tước để mua chuộc các thủ lĩnh và các nghĩa quân, làm chia rẽ các dân tộc với nhau, và làm chia rẽ người dân với quân kháng chiến...
Ngoài ra, họ còn điều đến đây các viên quan giàu kinh nghiệm, như đại tá Pennequin (chỉ huy khu quân sự Tây Bắc), Lê Hoan (tuần phủ Hưng Hóa)...nên các lực lượng kháng chiến ở vùng thượng du Bắc Kỳ, trong đó có quân của Đốc Ngữ, đã gặp khó khăn về nhiều mặt.
Theo sách Việt sử tân biên (quyển 5, tập trung) thì: 
Ngày 7 tháng 8 năm 1892, nghĩa quân bị nội phản. Lúc bấy giờ bên cạnh Đốc Ngữ chỉ còn vài chục lính tráng, vì số đông bị ốm đau đã xin về xuôi. Sau đó, ông và 10 nghĩa quân người Kinh đều đã bị sát hại ở Khả Cửu .
Theo sách Lịch sử Vĩnh Phú thì: 
Lợi dụng dịp Đốc Ngữ cho một số nghĩa quân về xuôi ăn Tết, quân Pháp mua chuộc số thủ hạ còn lại rồi mở cuộc tập kích vào Khả Cửu, và đã sát hại được ông.
Sau khi Đốc Ngữ hy sinh, khoảng ba tháng sau, Lãnh Khuê (một thuộc hạ thân tín của Đốc Ngữ) cùng một ít bộ hạ bị nội gián giết chết ở Đồng Văn (Hà Giang). Cuộc khởi nghĩa mà Đốc Ngữ và các đồng đội ông đã dày công xây dựng đến cuối năm 1892 thì kết thúc.

## Sau khi khởi nghĩa Thanh Sơn thất bại
Trong khoảng thời gian này (1892-1893), nhiều thủ lĩnh ở các nơi khác cũng lần lượt bị đối phương sát hại, như: Lãnh Mai (thủ lĩnh nghĩa quân vùng Thanh Mai thuộc Lâm Thao) bị tay sai bắt nộp cho Pháp, rồi bị chém chết ở Sơn Tây. Lãnh Hặc (thủ lĩnh nghĩa quân vùng Mai Tùng, thuộc Hạ Hòa) bị quân Pháp bắt rồi bị chém chết tại đình làng. Lãnh Đa (thủ lĩnh nghĩa quân vùng Xuân Áng thuộc Hạ Hòa) bị quân Pháp bắn chết khi vượt sông Hồng.
Tán Dật (thủ lĩnh nghĩa quân vùng Lang Sơn, thuộc Hạ Hòa) lâm vào thế cô, uống thuốc độc tuẫn tiết... Một số thủ lĩnh khác cũng lần lượt ra hàng (trong số đó có Đề Kiều, một cộng sự đắc lực của Đốc Ngữ).
Phong trào khởi nghĩa ở vùng hạ lưu sông Đà (mà nổi bật hơn cả là cuộc khởi nghĩa do Đốc Ngữ làm thủ lĩnh), tiếp nối phong trào Tây Bắc do Nguyễn Quang Bích lãnh đạo, đến 1893 thì bị đánh dẹp.

## Sách tham khảo
- Phạm Văn Sơn, Việt sử tân biên (Quyển 5, Tập trung). Tác giả tự xuất bản, Sài Gòn, 1963.
- Đinh Xuân Lâm-Nguyễn Văn Khánh-Nguyễn Đình Lễ, Đại cương lịch sử Việt Nam (Tập 2). Nhà xuất bản Giáo dục, 2006.
- Hoàng Văn Lân-Ngô Thị Chính, Lịch sử Việt Nam [1858-cuối XIX], Quyển 3, Tập 1, Phần 1. Nhà xuất bản Giáo dục, 1979.
- Lê Tượng-Vũ Kim Biên, Lịch sử Vĩnh Phú. Ty Văn hóa và Thông tin Vĩnh Phú xuất bản, 1980.
- Đinh Xuân Lâm-Trương Hữu Quýnh chủ biên, Từ điển nhân vật lịch sử Việt Nam, Nhà xuất bản Giáo dục, 1999.